# Антоніо Ігнасіо де ла Педроса-і-Герреро
Антоніо Ігнасіо де ла Педроса-і-Герреро (ісп. Antonio Ignacio de la Pedrosa y Guerrero; нар. бл. 1660) — іспанський правник, прокурор, член Ради Індій, перший віце-король Нової Гранади (в. о.).

## Кар'єра
Антоніо Педроса обіймав низку важливих посад в Іспанії. 1684 року був призначений на пост «захисника індіанців» у Королівській авдієнсії Боготи. Згодом отримав місце в Раді Індій. Ще пізніше став радником короля Філіпа V, який призначив його керувати новоствореною Новою Гранадою, до складу якої увійшли провінції Сантафе, Картахена, Санта-Марта, Маракаїбо, Каракас, Антіохія, Гуайяна та Попаян, а також авдієнсії Кіто й Панами. Території нової колонії приблизно відповідали сучасним Венесуелі, Колумбії, Панамі й Еквадору.
Педроса прибув до Боготи 7 червня 1718 року. Отримавши владу з рук архієпископа Франсіско дель Рінкона, Антоніо розпочав реформи. Відповідно до королівських вказівок він мав започаткувати державні інституції нової колонії, а також вжити заходи до зміцнення влади метрополії. Під час проведення реформ Педроса-і-Герреро зіштовхнувся з глибокою політичною корупцією, а також розгалуженою мережею контрабанди. Задля реалізації всіх проектів йому було надано повноваження віце-короля, але не титул.
Розпочавши боротьбу з корупцією, Педроса не мав значних успіхів, передусім, через відсутність підтримки з боку Іспанії. Більшість чиновників, корупційну діяльність яких було викрито віце-королем, були виправдані, більше того, багатьох із них було поновлено на посадах чи навіть підвищено.
Окрім боротьби з корупцією, керівник нової колонії зосередився на збільшенні прибутків, призначивши нових губернаторів у провінціях. Також він працював над зміцненням укріплень Картахени-де-Індіас.
Виконував обов'язки до листопада 1719 року, коли було призначено першого офіційного віце-короля Хорхе де Вільялонгу. Педроса повернувся до Іспанії 1720 року. Подальша його доля не відома.